# 정대로
정대로는 대한민국의 배우이다.

## 학력
- 수원대학교 연극과 학사

## 출연작

### 영화
- 《여곡성》 (2018년) - 웅례 역
- 《들개》 (2016년) - 전현우 역

### 드라마
- 《보이스 4》 (tvN, 2021년) - 범태수 역
- 《안녕? 나야!》 (KBS2, 2021년) - 나일구 역
- 《낮과 밤》 (tvN, 2020년) - 백현수 역
- 《어쩌다 발견한 하루》 (MBC, 2019년) - 김양일 역

## 수상
- 2016년 제6회 충무로단편영화제 청년대학생부문 남자연기상